# Énergie Ouest Suisse
Pour les articles homonymes, voir EOS.
Énergie Ouest Suisse (EOS) est une entreprise suisse d'électricité dont le siège est à Lausanne. Elle a fusionné le 19 décembre 2008 avec Atel pour former l'entreprise Alpiq.

## Historique
La « SA Énergie-Ouest-Suisse » est fondée en mars 1919 par la plupart des sociétés électriques de Suisse romande (à l’exception de la Compagnie de Joux),.
En 1950 EOS fonde la société Grande Dixence SA, afin de construire et d’exploiter les installations hydroélectriques de la Grande Dixence.
En 2008 Éric Stauffer critique les SIG pour avoir octroyé un prêt de 100 millions de francs suisses pour amortir le cout des installations hydraulique.

## Archives
Les archives de la société sont classées comme biens culturels suisses d'importance nationale.